# Walking in the Air
Das Lied Walking in the Air wurde 1982 von Howard Blake für den Animationsfilm Der Schneemann (The Snowman) geschrieben, der auf dem gleichnamigen Kinderbuch basiert. Das Musikthema begleitet einen kleinen Jungen und einen Schneemann auf ihrem Flug zum Nordpol.

## Hintergrund
Im Film wird das Lied von Peter Auty dargeboten, der damals im Chor der St Paul’s Cathedral sang. Die 1985 herausgebrachte Single wurde von Aled Jones eingesungen. Sie erreichte Platz 5 in den UK Pop Charts und markierte den Beginn seiner Musikkarriere. In den folgenden Jahren wurden viele weitere Cover-Versionen in unterschiedlichsten Stilrichtungen produziert, von Pop bis Metal.
Walking in the Air wurde zu einem alljährlichen Bestandteil des britischen Fernsehens. Das Lied wurde so populär, dass 2006 eine parodistische Version in einem Werbespot für den Softdrink Irn-Bru verwendet wurde. In dem veränderten Text fliegen der Junge und der Schneemann über Edinburgh, Loch Ness und Glasgow. Als der Junge sich weigert, dem Schneemann etwas von dem Getränk abzugeben, nimmt ihm der Schneemann die Dose weg und wirft den Jungen hinunter in den Schnee neben den King George Square.
Im Musikvideo von "Merry Christmas" von Ed Sheeran und Elton John werden viele Musikvideos zitiert / paraphrasiert. In einer Szene ergreift Ed Sheeran die Hand eines Schneemanns und fliegt mit ihm über den Winterwald.

## Chartplatzierungen

### Peter Auty
| Periode   | Höchstplatzierung, GesamtwochenChartsChartplatzierungen (Periode, Platzierungen, Wochen) |
| Periode   | UK                                                                                       |
| --------- | ---------------------------------------------------------------------------------------- |
| 1985/86   | UK42 (5 Wo.)UK                                                                           |
|           |                                                                                          |
|           |                                                                                          |
| 1987/88   | UK37 (8 Wo.)UK                                                                           |
| Insgesamt | UK37 (13 Wo.)UK                                                                          |

### Version von Snowman O.S.T.
| Periode   | Höchstplatzierung, GesamtwochenChartsChartplatzierungen (Periode, Platzierungen, Wochen) |
| Periode   | UK                                                                                       |
| --------- | ---------------------------------------------------------------------------------------- |
| 1983/84   | UK99 (1 Wo.)UK                                                                           |
| Insgesamt | UK99 (1 Wo.)UK                                                                           |

### Version von Aled Jones
| Periode   | Höchstplatzierung, GesamtwochenChartsChartplatzierungen (Periode, Platzierungen, Wochen) |
| Periode   | UK                                                                                       |
| --------- | ---------------------------------------------------------------------------------------- |
| 1985/86   | UK5 (13 Wo.)UK                                                                           |
| 1986/87   | UK92 (1 Wo.)UK                                                                           |
|           |                                                                                          |
|           |                                                                                          |
| 2007/08   | UK72 (3 Wo.)UK                                                                           |
| Insgesamt | UK5 (17 Wo.)UK                                                                           |

### Version von Digital Dream Baby
| Periode   | Höchstplatzierung, GesamtwochenChartsChartplatzierungen (Periode, Platzierungen, Wochen) |
| Periode   | UK                                                                                       |
| --------- | ---------------------------------------------------------------------------------------- |
| 1991/92   | UK49 (4 Wo.)UK                                                                           |
| Insgesamt | UK49 (4 Wo.)UK                                                                           |

### Version von Nightwish
| Periode   | Höchstplatzierung, GesamtwochenChartsChartplatzierungen (Periode, Platzierungen, Wochen) |
| Periode   | FI                                                                                       |
| --------- | ---------------------------------------------------------------------------------------- |
| 1998/99   | FI1 (8 Wo.)FI                                                                            |
| 1999/00   | FI11 (4 Wo.)FI                                                                           |
| 2000/01   | FI17 (1 Wo.)FI                                                                           |
| 2001/02   | FI10 (3 Wo.)FI                                                                           |
| 2002/03   | FI17 (2 Wo.)FI                                                                           |
| Insgesamt | FI1 (18 Wo.)FI                                                                           |

## Coverversionen
- 1982 – The Snowman (Film) Gesang von Peter Auty
- 1983 – Gitarreninstrumental Snowman auf Bent Out of Shape der Hardrockband Rainbow
- 1983 – In den Endszenen des Films Die unheimliche Macht von Michael Mann kann eine instrumentale Synthesizerversion in der Bearbeitung durch die Musikgruppe Tangerine Dream gehört werden
- 1985 – Walking in the Air (Single) von Aled Jones
- 1994 – Forest (Album) von George Winston, Piano-Version, ohne Gesang
- 1998 – Oceanborn (Album) von Nightwish
- 2000 – Demo für Freunde und Familie (Album) Hayley Westenra
- 2001 – Christmas Hits: 50 Festive Favourites (Sammel-Album) Walking in the Air gesungen von Declan Galbraith
- 2003 – Cliff at Christmas (Album) von Cliff Richard
- 2004 – Walking in the Air (Album) von Chloë Agnew (Celtic Woman)
- 2005 – The Snowman von Rosa Mundi (Geoff Rushton, Peter Christopherson, Rose McDowall)
- 2005 – Henkäys Ikuisuudesta (Album) von Tarja Turunen
- 2007 – Over the Rainbow (Album) von Connie Talbot
- 2007 – You Raise Me Up – The Best of Aled Jones (Album) Aled Jones verwendet dabei sowohl seine frühere Sopran-Stimme als auch den aktuellen Bariton
- 2007 – Angelis (Album) Debütalbum der gleichnamigen Band
- 2008 – One Voice (Album) Andrew Johnston singt im Duett mit Faryl Smith
- 2013 – Walking in the Air (Single) von Heart in Hand
- 2014 – Airwalker von DJ Promo[7]
- 2016 – Walking in the Air (Single) von DJ Ciaran McAuley[8]
- 2018 – Birdy (Weihnachten 2018 auf ihrem Youtube-Kanal)
- 2019 – Walking in the Air (Single) von Aurora
- 2021 – Walking in the Air (Single) – Libera